# Herman Kahn
Herman Kahn (Bayonne, 15 febbraio 1922 – Chappaqua, 7 luglio 1983) è stato un fisico, studioso di strategia e futurologo statunitense.
Nel 1961 Kahn è stato uno dei fondatori dell'Hudson Institute.
Il personaggio del dottor Stranamore è in parte ispirato alle teorie di Kahn, in particolare per quanto riguarda l'ordigno dell'apocalisse.